# Allan Koury
Allan Koury (22 novembre 1930-5 septembre 2004) est un homme d'affaires, négociant et homme politique fédéral du Québec.

## Biographie
Né à Sainte-Agathe-des-Monts au Québec, Allan Koury devint propriétaire de l'entreprise Mercerie Allan, située dans le quartier Rosemont de Montréal pendant 55 ans. Il crée aussi une société vouée au développement commercial, la Société d'initiatives et de développement d'artères commerciales (SIDAC).
Élu député progressiste-conservateur dans la circonscription d'Hochelaga—Maisonneuve en 1988, il fut défait par le bloquiste Réal Ménard lors des élections de 1993.
Pendant sa carrière politique, il a été vice-président du comité permanent des Affaires autochtones.